# Santibáñez del Val
Santibáñez del Val är en kommun i Spanien.   Den ligger i provinsen Provincia de Burgos och regionen Kastilien och Leon, i den centrala delen av landet, 170 km norr om huvudstaden Madrid. Arean är 15,0 kvadratkilometer.
Terrängen i Santibáñez del Val är kuperad österut, men västerut är den platt.